# Ornichia
Ornichia es un género con tres especies de plantas con flores perteneciente a la familia Gentianaceae.

## Taxonomía
El género fue descrito por  Jens Klackenberg y publicado en  Bulletin du Muséum National d'Histoire Naturelle, Section B, Adansonia. Botanique Phytochimie 9(2): 196–198. 1986.

## Especies aceptadas
A continuación se brinda un listado de las especies del género Ornichia aceptadas hasta marzo de 2014, ordenadas alfabéticamente. Para cada una se indica el nombre binomial seguido del autor, abreviado según las convenciones y usos.
- Ornichia lancifolia (Baker) Klack.
- Ornichia madagascariensis (Baker) Klack.
- Ornichia trinervis